# Алфонсус ди Гимараинс
Алфонсус ди Гимараинс (на португалски: Alphonsus de Guimaraens), псевдоним на Афонсу Енрики да Коста Гимараис, е бразилски поет.

## Биография
Роден е на 24 юли 1870 г. в Ору Прету, щата Минас Жерайс, в семейство на търговец. През 1894 г. завършва право в Юридическия факултет на Сау Паулу. На следващата година заминава за Рио де Жанейро, където се запознава с поета Жуау да Круз е Соуза и започва да публикува собствени стихове, силно повлияни от символизма.
През 1897 г. се жени за Зенаиде ди Оливейра, с които има 14 деца, две от които стават писатели: Жоао Алфонсус (1901 – 1944) и Алфонсус ди Гимараинс Фильо (р. 1918).
През 1906 г. става съдия на Мариана, Минас Жерайс. Практикува на тази позиция до края на живота си.
Алфонсус ди Гимараинс умира на 15 юли 1921 г. в Мариана.

## Произведения
- Septenário das Dores de Nossa Senhora e Câmara Ardente (1899)
- Dona Mística (1899)
- Kiriale (1902)
- Pauvre Lyre (1921)

Издадени посмъртно
- Pastoral aos crentes do amor e da morte (1923)
- Escada de Jacó
- Pulvis
- Salmos da noite
- Poesias (1938).
- Jesus eu sei que ela morreu, Viceja...